# Upi
Upi (Bayan ng Upi) är en kommun i Filippinerna. Kommunen tillhör provinsen Shariff Kabunsuan och ligger på ön med samma namn. Folkmängden uppgår till 51 141 invånare.

## Barangayer
Upi är indelat i 23 barangayer.
| - Bantek - Bayabas - Blensong - Borongotan - Bugabungan - Bungcog - Darugao - Ganasi | - Kabakaba - Kibleg - Kibucay - Kiga - Kinitaan - Mirab - Nangi - Nuro (Poblacion) | - Ranao Pilayan - Rempe - Renede - Renti - Rifao - Sefegefen - Tinungkaan |